# Yvonne Weber
Yvonne Weber (Berlino, 14 novembre 1974) è un'ex cestista tedesca.

## Carriera
Con la Germania ha disputato due edizioni dei Campionati europei (1997, 2005).